# The Extraordinary Film Festival
The Extraordinary Film Festival est un festival de cinéma créé à Namur en 2011 par Luc Boland. Il a pour thème le handicap sous toutes ses formes et se déroule au Delta (ancienne Maison de la Culture) à Namur.
Créé sous le nom « Extra & Ordinary People », il a changé de nom en 2015 et est devenu The Extraordinary Film Festival (TEFF). Il a lieu tous les deux ans en novembre.

## Historique
Luc Boland, le créateur et le directeur artistique du festival, est le père d'un enfant porteur du syndrome de Morsier. En 2005, il réalise Lettre à Lou, un documentaire de 52 minutes (80 minutes dans sa version éditée en DVD) qui relate le quotidien de sa famille. Notamment diffusé sur France 5 et RTL TVI, le film bénéficie d'un certain succès, si bien que Boland reçoit 4 500 courriels de réaction. Il prend alors conscience du besoin largement ressenti de mettre en lumière des destins d'individus différents. Le projet du festival est né de ce constat.

## Palmarès

### 1reédition (2011)
- Prix CAP48 : Hasta la vista de Geoffrey Enthoven
- Prix SACD-Scam : NoBody's Perfect de Niko von Glasow
- Grand Prix RTBF-EOP! : The cost of living de Lloyd Newson
- Prix court métrage RTBF : Luneville de Sébastien Petit
- Prix du public : Hasta la vista de Geoffrey Enthoven
- Prix du public court métrage : Mon petit frère de la lune de Frédéric Philibert

### 2eédition(2013)
- Grand Prix RTBF long métrage : My way to Olympia de Niko von Glasow
- Grand Prix RTBF court métrage : The Interviewer de Geneviève Clay-Smith
- 2ème prix RTBF : Dead Mugger de William Magger
- Prix CAP48 : My wonderful life as a vegetable de Lars Feldballe Petersen
- Prix Horizon 2000 court métrage : Je viens de loin de Marion Casabianca
- EOP ! d’argent Court métrage : L’Étrange balade de Sarina de Marie Mandy
- Prix du public long métrage : The scarlet road de Catherine Scott
- Prix du public court métrage : The Interviewer de Geneviève Clay-Smith
- Mention court métrage : Akvarium de Bård Røssevold
- Mention long métrage : The Punk Syndrome de Jukka Kärkkäinen et J-P Passi

### 3eédition(2015)
- Grand Prix RTBF long métrage : Margarita with a Straw de Shonali Bose et Nilesh Maniyar
- Grand Prix RTBF court métrage : Work Mate de Genevieve Clay-Smith
- Prix CAP48 du documentaire : Glance Up de Enric Ribes et Oriol Martinez
- Prix du Délégué général aux droits de l’enfant (DGDE) : Cuerdas de Pedro Solic Garcia
- Prix Canal C «Pub et Com» : Dans les yeux d'un enfant de Thomas Rhazi
- Mentions Spéciales du Jury : I Don't Care de Carolina Giammetta et Autism in Love de Michelle Friedline
- Prix du public long métrage : Gabor de Sebastian Alfie
- Prix du public court métrage : A Cold Land de Shahriar Pourseyedian et Cuerdas de Pedro Solic Garcia
- Prix du public «Pub et Com» : Een Lift Geeft Je Vleugels ! de Roel Goyens
- Prix du Jeune public du Club Richelieu Europe de Namur : Cuerdas de Pedro Solic Garcia

### 4eédition(2017)
- Grand Prix du jury - long métrage : Yes, we fuck ! de Raul De La Morena et Antonio Centeno
- Mention spéciale du Jury :  Gildas a quelque chose à nous dire de Just et Tristan Philippot
- Grand Prix du Jury - meilleur court métrage, tous genres confondus : Downside up de Peter Ghesquière
- Grand Prix CAP48 - documentaire : Leo & Carol de Alvaro Campos et Dafne Capella
- Prix PREBS : The Present de Jacob Frey
- Prix RTBF long métrage : Enter the faun de Tamar Rogoff et Daisy Wright
- Prix RTBF court métrage de fiction :  Downside up de Peter Ghesquière
- Prix Canal C : J’ai un handicap, j'ai des droits de Maël Lagadec
- Prix du public long métrage : Une vie normale de Edouard Cuel et Gaël Breton
- Prix du public court métrage : Kill Off de Geneviève Clay-Smith
- Prix du Public communication : Inversion de Stéphane Rivière et Adda Abdelli
- Prix Richelieu Jeune public : The Present de Jacob Frey

### 5eédition(2019)
- Grand Prix du Jury long métrage : D’égal à égal de Evi Goldbrunner et Joachim Dollhopf
- Grand Prix du Jury court métrage, tous genres confondus : Duke de Thiago Dadalt
- Prix Ils ont la parole : Le petit monde d'Émilie de Mehdi Noblesse
- Prix CAP48 documentaire : Just, go ! de Pavel Gumennikov
- Prix RTBF long métrage : Marche ou crève de Margaux Bonhomme
- Prix RTBF court métrage de fiction : The Silent Child de Chris Overton
- Prix Canal C : La connerie bientôt reconnue comme handicap par Lemon Add
- Prix du public long métrage : La Disgrâce de Didier Cros
- Prix du public court métrage : Will to fly de Hsiang-Te Shih
- Prix du Public communication : Halloween de l'association Burn & Smile
- Prix Richelieu Jeune public :  Just, go ! de Pavel Gumennikov